# Rose pour l'Italie
Pour les articles homonymes, voir Rose blanche.
La Rose blanche (en italien, la Rosa bianca) est un mouvement politique italien centriste, fondé par Bruno Tabacci en 2008. Le nom en est devenu la Rose pour l'Italie ou selon ses statuts le Mouvement fédératif civil et populaire et elle est dirigée par Savino Pezzotta.

## Historique
Alliée avec l'UDC, dans une Union de Centre, la Rose blanche obtient 3 des 34 députés de cette Union et un total de 5,3 % des voix les 13 et 14 avril 2008. Le 28 février 2008, la Rose blanche signe un accord avec l'UDC pour une liste unitaire du Centre, avec Pier Ferdinando Casini comme candidat au poste de Président du Conseil. Cette décision fait quitter le mouvement à Gerardo Bianco et à Alberto Monticone,.
Le Movimento Federativo Civico Popolare (nom officiel, celui de Rose blanche lui étant contesté juridiquement) obtient l'élection de trois députés dans cette alliance : Bruno Tabacci, Savino Pezzotta et Mario Baccini ; mais ce dernier, candidat aux municipales à Rome (0,73 %) soutient Giovanni Alemanno au second tour, puis vote pour Gianfranco Fini au perchoir de la Chambre (tous deux du Peuple de la liberté) pour enfin adhérer au groupe mixte (en tant que non-inscrit), avant de fonder une Fédération des Chrétiens populaires.
En novembre 2009, Bruno Tabacci quitte le parti et s'allie à Francesco Rutelli pour donner naissance à l'Alliance pour l'Italie.